# Peter Partner
Peter David Partner (Little Heath, 15 luglio 1924 – 17 gennaio 2015) è stato uno storico e giornalista britannico, in particolare della Roma medievale e rinascimentale e del Medio Oriente.

## Biografia
Peter Partner nacque il 15 luglio 1924 da David Partner e Bertha Partridge a Little Heath, nello Hertfordshire. Suo padre lavorava come sergente nella polizia metropolitana e sua madre gestiva un bar a Barnet. Durante la seconda guerra mondiale prestò servizio sui dragamine. Nel secondo dopoguerra frequentò il Magdalene College di Oxford per studiare legge, ma passò in seguito a storia. Nel 1953 sposò Leila May Fadil, nipote dello storico Albert Hourani. Peter Partner lavorò per molti anni come giornalista per il periodico britannico The Observer, scrivendo articoli durante la prima settimana della crisi di Suez. Scrisse inoltre per il settimanale britannico The Economist e fu ospite in trasmissioni della BBC incentrate sul mondo arabo. Nel 1955 Peter Partner cominciò ad insegnare storia al Winchester College, dove rimase per trent'anni. Tra il 1957 e il 1998 scrisse anche diverse recensioni per la rivista bisettimanale statunitense The New York Review of Books, oltre ad articoli per la rivista mensile londinese History Today e per il trimestrale accademico britannico Journal of Ecclesiastical History. Fu inoltre autore delle biografie di diversi personaggi storici per il Dizionario biografico degli italiani, edito in numerosi volumi dall'Istituto dell'Enciclopedia Italiana Treccani. Dopo il pensionamento, rimase vedovo nel 1990, ma si risposò con Joyce Hitchcock, e assieme a lei e ai tre figli David, Simon e Sumaya visse tra Bath e l'Umbria. Si spense il 17 gennaio 2015, all'età di 90 anni.

## Opere
- A Short Political Guide to the Arab World (1960);
- The Lands of St. Peter (1972);
- Renaissance Rome 1500-1559 (1976);
- The Murdered Magicians: the Templars and their myth (1982);
- The Knights Templar and Their Myth (1990);
- The Pope's Men (1990);
- God of Battles: Holy Wars of Christianity and Islam (1997);
- The Story of Christianity (2005).